# EC-Nummer
Die EC-Nummern (engl. Enzyme Commission numbers) bilden ein numerisches Klassifikationssystem für Enzyme. Jede EC-Nummer besteht aus vier durch Punkte voneinander getrennten Zahlen. Genaugenommen wird nicht das Enzym selbst, sondern die Reaktion, die es katalysiert, kategorisiert. So kann es vorkommen, dass nicht miteinander verwandte Enzyme, welche die gleiche Reaktion katalysieren, dieselbe EC-Nummer zugewiesen bekommen.
| Klasse     | Bezeichnung     | Aufgabe                                                                  | Beispiele                                                                                                 | Coenzyme                                                                                                 |
| ---------- | --------------- | ------------------------------------------------------------------------ | --- | --- |
| EC 1.-.-.- | Oxidoreduktasen | Katalysieren Redoxreaktionen                                             | Dehydrogenasen Hydrogenasen Oxidasen Oxygenasen Hydroxylasen                                              | NAD+, NADP+, FAD, FMN, Liponsäure                                                                        |
| EC 2.-.-.- | Transferasen    | Katalysieren die Übertragung einer funktionellen Gruppe                  | Acyltransferasen (enthalten Acetyltransferasen) Aminotransferasen Phosphotransferasen (enthalten Kinasen) | S-Adenosylmethionin, Biotin, cAMP, ATP, Thiamin-Pyrophosphat (TPP), Tetrahydrofolsäure                   |
| EC 3.-.-.- | Hydrolasen      | Katalysieren die hydrolytische Spaltung                                  | Amylasen Esterasen Lipasen Phosphatasen Peptidasen                                                        | Benötigen keine Coenzyme                                                                                 |
| EC 4.-.-.- | Lyasen          | Nicht-hydrolytische Addition oder Eliminierung von Molekülgruppen        | Decarboxylasen Aldolasen Synthasen                                                                        | TPP, Pyridoxalphosphat                                                                                   |
| EC 5.-.-.- | Isomerasen      | Katalysieren die intramolekulare Umwandlung, z. B. Isomerisierung        | Razemasen Mutasen                                                                                         | Glucose-1,6-bisphosphat, Cobalamin                                                                       |
| EC 6.-.-.- | Ligasen         | Katalysieren die kovalente Verknüpfung mittels energiereicher Kofaktoren | Synthetasen Carboxylasen                                                                                  | ATP, NAD+, Biotin                                                                                        |
| EC 7.-.-.- | Translokasen    | Katalysieren den Transport von Stoffen an oder durch Zellmembranen       | Ornithin-Translokase                                                                                      | beim aktiven Transport oft Adenosintriphosphat (ATP), häufig auch andere Stoffe (siehe Membrantransport) |

## Format der Klassifizierung
Die Klassifizierung wird von links nach rechts fortschreitend immer spezifischer. So setzt sich die EC-Nummer des Enzyms Tripeptid-Aminopeptidase (EC 3.4.11.4) wie folgt zusammen:
- EC 3.-.-.-: Hydrolase
- EC 3.4.-.-: Peptidase (Hydrolyse einer Peptidbindung)
- EC 3.4.11.-: Aminopeptidase
- EC 3.4.11.4: Tripeptid-Aminopeptidase (katalysiert die Abspaltung einer aminoterminalen Aminosäure von einem Tripeptid)